# Ligue des champions de la CAF 2011
Navigation
Édition précédente Édition suivante
La Ligue des champions de la CAF 2011 est la 46e édition de la plus importante compétition africaine de clubs mettant aux prises les meilleures clubs de football du continent africain. Il s'agit également de la 15e édition sous la dénomination Ligue des champions. Le tirage au sort a eu lieu le 19 décembre 2010. 
La compétition a débuté le 28 janvier 2011 et s'est terminée le 12 novembre 2011 par la finale retour jouée au Stade olympique de Radès.

## Primes monétaires
Les primes monétaires de l'édition 2011 sont distribués aux clubs terminant dans les 8 premiers, comme suit:
| Classement     | Club        | Fédération |
| -------------- | ----------- | ---------- |
| Vainqueur      | 1 425 000 $ | 75 000 $   |
| Finaliste      | 950 000 $   | 50 000 $   |
| Demi-finaliste | 665 000 $   | 35 000 $   |
| 3e du groupe   | 475 000 $   | 25 000 $   |
| 4e du groupe   | 380 000 $   | 20 000 $   |

## Participants
- ES Tunis
- Club africain
- Al Ahly SC
- Zamalek SC
- Enyimba FC
- Kano Pillars FC
- Al Hilal
- Al Merreikh
- TP Mazembe
- AS Vita Club
- MC Alger
- ES Sétif
- Wydad AC
- Raja CA
- Djoliba AC
- Stade malien
- Coton Sport FC
- Les Astres FC
- ASEC Mimosas
- JC Abidjan
- Inter Luanda
- Recreativo da Caála
- Motor Action FC
- Dynamos FC
- Aduana Stars
- ZESCO United FC
- Al Ittihad Tripoli
- Supersport United FC
- Deportivo Mongomo
- US Bitam
- Fello Star
- ASPAC Cotonou
- Township Rollers
- ASFA Yennenga
- Vital'O FC
- Olympic Real de Bangui
- Tourbillon FC
- Élan Club de Mitsoudjé
- Saint-Michel de Ouenzé
- Saint-George SA
- Gambia Ports Authority FC
- Ulinzi Stars FC
- Matlama FC
- Mighty Barrolle
- CNAPS Sport
- CF Cansado
- Liga Muçulmana
- ASFAN
- APR FC
- ASC Diaraf
- Saint-Michel United
- East End Lions FC
- Young Buffaloes FC
- Simba SC
- Zanzibar Ocean View FC

## Phase qualificative

### Tour préliminaire
Les matchs aller du tour préliminaire ont eu lieu les 28, 29 et 30 janvier 2011, et les matchs retour les 11, 12 et 13 mars 2011.
Neuf équipes ont été dispensées de ce tour :
- ES Sétif
- TP Mazembe
- Al Ahly SC
- Al Ittihad Tripoli
- Stade malien
- Al Hilal Omdurman
- Al Merreikh Omdurman
- ES Tunis
- Dynamos FC

| Équipe 1               | Résultat | Équipe 2                  | Aller  | Retour | Tab   |
| ---------------------- | -------- | ------------------------- | ------ | ------ | ----- |
| ASFAN                  | 0 - 3    | JC Abidjan                | 0 - 0  | 0 - 3  | -     |
| Saint-Michel de Ouenzé | 0 - 3    | Enyimba FC                | 0 - 1  | 0 - 2  | -     |
| US Bitam               | 0 - 0    | Les Astres FC             | 0 - 0  | 0 - 0  | 5 - 3 |
| Olympic Real de Bangui | 1 - 3    | MC Alger                  | 1 - 1  | 0 - 2  | -     |
| Inter Luanda           | -        | Township Rollers forfait  | -      | -      | -     |
| East End Lions FC      | 0 - 4    | Djoliba AC                | 0 - 2  | 0 - 2  | -     |
| ASC Diaraf             | 3 - 1    | Gambia Ports Authority FC | 1 - 1  | 2 - 0  | -     |
| ASPAC Cotonou          | 2 - 1    | Deportivo Mongomo         | 1 - 0  | 1 - 1  | -     |
| ASEC Mimosas           | 9 - 0    | CF Cansado                | 7 - 0  | 2 - 0  | -     |
| Motor Action FC        | 1 - 1    | CNAPS Sport               | 0 - 1  | 1 - 0  | 4 - 3 |
| Raja CA                | -        | Tourbillon FC forfait     | 10 - 1 | -      | -     |
| Ulinzi Stars FC        | 0 - 5    | Zamalek SC                | 0 - 4  | 0 - 1  | -     |
| APR FC                 | 2 - 6    | Club africain             | 2 - 2  | 0 - 4  | -     |
| Recreativo da Caála    | 2 - 1    | Saint-George SA           | 2 - 0  | 0 - 1  | -     |
| Élan Club de Mitsoudjé | 2 - 4    | Simba SC                  | 0 - 0  | 2 - 4  | -     |
| Mighty Barrolle        | 1 - 3    | Kano Pillars FC           | 1 - 2  | 0 - 1  | -     |
| Wydad AC               | 3 - 1    | Aduana Stars              | 3 - 0  | 0 - 1  | -     |
| Fello Star             | 1 - 4    | ASFA Yennenga             | 1 - 1  | 0 - 3  | -     |
| Vital'O FC             | 3 - 3E   | Coton Sport FC            | 2 - 2  | 1 - 1  | -     |
| Zanzibar Ocean View FC | 1 - 4    | AS Vita Club              | 1 - 1  | 0 - 3  | -     |
| Supersport United FC   | 3 - 2    | Matlama FC                | 2 - 0  | 1 - 2  | -     |
| Young Buffaloes FC     | 4 - 2    | Saint-Michel United       | 3 - 0  | 1 - 2  | -     |
| ZESCO United FC        | 4 - 2    | Liga Muçulmana            | 3 - 0  | 1 - 2  | -     |

### Premier tour
Battu par le Zamalek SC 2-1 au match retour, le Club africain s'impose tout de même 5-4 au score cumulé et se qualifie pour le deuxième tour de la Ligue des champions. La fin du match retour au Caire a été marquée par l'agression des arbitres et des joueurs tunisiens par des supporters locaux déchaînés.
| Équipe 1           | Résultat | Équipe 2             | Aller | Retour | Tab   |
| ------------------ | -------- | -------------------- | ----- | ------ | ----- |
| forfait JC Abidjan | -        | Al Ittihad Tripoli   | -     | -      | -     |
| US Bitam           | 1 - 2    | Enyimba FC           | 0 - 0 | 1 - 2  | -     |
| Dynamos FC         | 4 - 4E   | MC Alger             | 4 - 1 | 0 - 3  | -     |
| Al Merreikh        | 2 - 2    | Inter Luanda         | 2 - 0 | 0 - 2  | 2 - 3 |
| ASC Diaraf         | 4 - 1    | Djoliba AC           | 3 - 0 | 1 - 1  | -     |
| ES Tunis           | 5 - 2    | ASPAC Cotonou        | 5 - 0 | 0 - 2  | -     |
| Motor Action FC    | 0 - 0    | ASEC Mimosas         | 0 - 0 | -      | 2 - 4 |
| Stade malien       | 2 - 2E   | Raja CA              | 2 - 1 | 0 - 1  | -     |
| Club africain      | 5 - 4    | Zamalek SC           | 4 - 2 | 1 - 2  | -     |
| Al Hilal           | 4 - 1    | Recreativo da Caála  | 3 - 0 | 1 - 1  | -     |
| TP Mazembe         | 6 - 3    | Simba SC             | 3 - 1 | 3 - 2  | -     |
| Wydad AC           | 2 - 0    | Kano Pillars FC      | 2 - 0 | 0 - 0  | -     |
| ES Sétif           | 6 - 3    | ASFA Yennenga        | 2 - 0 | 4 - 3  | -     |
| AS Vita Club       | 0 - 3    | Coton Sport FC       | 0 - 1 | 0 - 2  | -     |
| Al Ahly SC         | 2 - 1    | Supersport United FC | 2 - 0 | 0 - 1  | -     |
| ZESCO United FC    | 7 - 0    | Young Buffaloes FC   | 5 - 0 | 2 - 0  | -     |

### Deuxième tour
Le match retour en Tunisie entre le Club africain et Al Hilal s'arrête à la 81e minute en raison d'un envahissement de terrain de la part de supporters du CA, alors que le score est d'un but partout (1-1), ce qui qualifie Al Hilal au score cumulé (victoire 1-0 au match aller au Soudan),.
La CAF a décidé d'annuler le score du match retour entre le TP Mazembe et le Wydad AC à la suite de l'affaire Janvier Besala Bokungu. 
Les équipes éliminées durant ce tour, se verront reversées en Coupe de la confédération 2011.
| Équipe 1        | Résultat | Équipe 2           | Aller | Retour | Tab   |
| --------------- | -------- | ------------------ | ----- | ------ | ----- |
| Enyimba FC      | 1 - 0    | Al Ittihad Tripoli | 1 - 0 | -      | -     |
| Inter Luanda    | 3 - 4    | MC Alger           | 1 - 1 | 2 - 3  | -     |
| ES Tunis        | 6 - 0    | ASC Diaraf         | 5 - 0 | 1 - 0  | -     |
| Raja CA         | 1 - 1    | ASEC Mimosas       | 1 - 1 | -      | 5 - 4 |
| Al Hilal        | -        | Club africain      | 1 - 0 | 1 - 1  | -     |
| Wydad AC        | 1 - 0    | TP Mazembe         | 1 - 0 | x      | -     |
| Coton Sport FC  | 4 - 3    | ES Sétif           | 4 - 1 | 0 - 2  | -     |
| ZESCO United FC | 0 - 1    | Al Ahly SC         | 0 - 0 | 0 - 1  | -     |

## Phase de groupes
Les équipes qualifiées pour la phase de poules sont :
| Chapeau 1                   | Chapeau 2                 | Chapeau 3                           | Chapeau 4           |
| --------------------------- | ------------------------- | ----------------------------------- | ------------------- |
| Espérance sportive de Tunis | Al Ahly Sporting Club     | Mouloudia Club d'Alger              | Wydad Athletic Club |
| Al Hilal Omdurman           | Coton Sport Football Club | Enyimba International Football Club | Raja Club Athletic  |

Le match d'appui oppose le Wydad Athletic Club (Maroc) au Simba SC (Tanzanie) au Petro Sport Stadium du Caire. 
| Équipe 1 | Résultat | Équipe 2 |
| -------- | -------- | -------- |
| Wydad AC | 3 - 0    | Simba SC |

### Groupe A
| Rang | Équipe         | Pts | J | G | N | P | Bp | Bc | Diff |  | Résultats (▼ dom., ► ext.) |     |     |     |     |
| ---- | -------------- | --- | - | - | - | - | -- | -- | ---- |  | -------------------------- | --- | --- | --- | --- |
| 1    | Enyimba FC     | 14  | 6 | 4 | 2 | 0 | 11 | 5  | +6   |  | Enyimba FC                 |     | 2-2 | 2-0 | 2-0 |
| 2    | Al Hilal       | 8   | 6 | 2 | 2 | 2 | 6  | 7  | -1   |  | Al Hilal                   | 1-2 |     | 2-1 | 1-0 |
| 3    | Coton Sport FC | 7   | 6 | 2 | 1 | 3 | 7  | 8  | -1   |  | Coton Sport FC             | 2-3 | 2-0 |     | 2-1 |
| 4    | Raja CA        | 3   | 6 | 0 | 3 | 3 | 1  | 5  | -4   |  | Raja CA                    | 0-0 | 0-0 | 0-0 |     |

### Groupe B
| Rang | Équipe     | Pts | J | G | N | P | Bp | Bc | Diff |  | Résultats (▼ dom., ► ext.) |     |     |     |     |
| ---- | ---------- | --- | - | - | - | - | -- | -- | ---- |  | -------------------------- | --- | --- | --- | --- |
| 1    | ES Tunis   | 10  | 6 | 2 | 4 | 0 | 9  | 4  | +5   |  | ES Tunis                   |     | 0-0 | 1-0 | 4-0 |
| 2    | Wydad AC   | 7   | 6 | 1 | 4 | 1 | 11 | 9  | +2   |  | Wydad AC                   | 2-2 |     | 1-1 | 4-0 |
| 3    | Al Ahly SC | 7   | 6 | 1 | 4 | 1 | 7  | 6  | +1   |  | Al Ahly SC                 | 1-1 | 3-3 |     | 2-0 |
| 4    | MC Alger   | 5   | 6 | 1 | 2 | 3 | 4  | 12 | -8   |  | MC Alger                   | 1-1 | 3-1 | 0-0 |     |

## Phase finale

### Demi-finales
| Équipe 1 | Résultat | Équipe 2   | Aller | Retour |
| -------- | -------- | ---------- | ----- | ------ |
| Wydad AC | 1 - 0    | Enyimba FC | 1 - 0 | 0 - 0  |
| Al Hilal | 0 - 3    | ES Tunis   | 0 - 1 | 0 - 2  |

### Finale
| Aller                       | Wydad AC | 0 - 0 | ES Tunis | Stade Mohammed-V, Casablanca |                         |
| 6 novembre 2011 20 h 00 GMT |          |       |          | Arbitrage : Sidi Alioum      | Arbitrage : Sidi Alioum |
| 6 novembre 2011 20 h 00 GMT | Rapport  |       |          | Arbitrage : Sidi Alioum      | Arbitrage : Sidi Alioum |

| Retour                       | ES Tunis  | 1 - 0 | Wydad AC | Stade olympique, Radès             |                                    |
| 12 novembre 2011 17 h 00 GMT | Afful 22e |       |          | Arbitrage : Noumandiez Désiré Doué | Arbitrage : Noumandiez Désiré Doué |
| 12 novembre 2011 17 h 00 GMT | Rapport   |       |          | Arbitrage : Noumandiez Désiré Doué | Arbitrage : Noumandiez Désiré Doué |

## Vainqueur
| Ligue des champions de la CAF Vainqueur 2011 |
| -------------------------------------------- |
| ES Tunis Deuxième titre                      |

### Tableau final
|  | Demi-finales | Demi-finales | Demi-finales | Demi-finales |          |          | Finale                                                 | Finale | Finale | Finale |
|  |              |              |              |              |          |          |                                                        |        |        |        |
|  |              |              |              |              |          |          | 6 novembre 2011 / 12 novembre 2011, Casablanca / Radès |        |        |        |
|  | Enyimba FC   | Enyimba FC   | 0            | 0            |          |          |                                                        |        |        |        |
|  | Enyimba FC   | Enyimba FC   | 0            | 0            |          |          |                                                        |        |        |        |
|  | Wydad AC     | Wydad AC     | 1            | 0            |          |          |                                                        |        |        |        |
|  | Wydad AC     | Wydad AC     | 1            | 0            | Wydad AC | Wydad AC | 0                                                      | 0      |        |        |
|  |              |              |              |              | Wydad AC | Wydad AC | 0                                                      | 0      |        |        |
|  |              |              | ES Tunis     | ES Tunis     | 0        | 1        |                                                        |        |        |        |
|  | ES Tunis     | ES Tunis     | ES Tunis     | ES Tunis     | 0        | 1        | 1                                                      | 2      |        |        |
|  | ES Tunis     | ES Tunis     |              |              |          |          |                                                        | 2      |        |        |
|  | Al Hilal     | Al Hilal     | 0            | 0            |          |          |                                                        |        |        |        |
|  | Al Hilal     | Al Hilal     | 0            | 0            |          |          |                                                        |        |        |        |

## Meilleurs buteurs
| Rang | Joueur           | Club            | Buts |
| ---- | ---------------- | --------------- | ---- |
| 1    | Edward Sadomba   | Al Hilal        | 7    |
| 2    | Youssef Msakni   | ES Tunis        | 5    |
| 2    | Mouhcine Iajour  | Wydad AC        | 5    |
| 2    | Fabrice N'Guessi | Wydad AC        | 5    |
| 5    | Adama Bakayoko   | ASEC Mimosas    | 4    |
| 5    | Uche Kalu        | Enyimba FC      | 4    |
| 5    | Oussama Darragi  | ES Tunis        | 4    |
| 5    | Yannick N'Djeng  | ES Tunis        | 4    |
| 5    | Pedro Henriques  | Inter Luanda    | 4    |
| 5    | Alfred Luputa    | ZESCO United FC | 4    |